# 1950년 뉴욕 영화 비평가 협회상
제16회 뉴욕 영화 비평가 협회상은 1950년 영화를 대상으로 하는 시상식이다.

## 수상 및 후보

### 작품상
- 이브의 모든 것

### 감독상
- 이브의 모든 것 - 조셉 L. 맨키위즈 수상

### 여우주연상
- 이브의 모든 것 - 베티 데이비스 수상

### 남우주연상
- 정오의 출격 - 그레고리 펙 수상

### 외국영화상
- 사랑